# Carlo Sacchi (pittore)
Carlo Sacchi (1617 – 1706) è stato un pittore italiano di origini lombarde.

## Opere principali
- Adorazione dei Magi, 1649